# Алексіс де Токвіль
Алексі́с-Анрі́-Шарль Клере́ль де Токві́ль (фр. Alexis-Charles-Henri Clérel de Tocqueville; 29 липня 1805, Верной-сюр-Сен, Французька імперія — 16 квітня 1859 Канни) — французький державний діяч, історик, суспільствознавець. Був захисником демократії та свободи, вважається одним з чільних теоретиків демократії та лібералізму. Був також прихильником французького колоніалізму.

## Біографія
Народився в аристократичній сім'ї. Батько — Ерве-Бонавентюр Клерель де Токвіль. Мати — Луїза Ле Пелетьє де Розанбо, внучка Малероба, своячка Шатобріана. Старші брати Іполіт і Едуард. Навчався у Меці, вивчав право в Парижі. Після подорожі по Італії і Сицилії написав «Подорож на Сицилію»). У 1827 році був призначений на юридичну посаду у Версалі, де познайомився із Гюставом-де-Бомоном.
1831 року, разом із Бомоном, отримав відрядження до Сполучених Штатів для вивчення там пенітенціарної системи. Подорож тривала близько року і після повернення Токвіль видав книгу «Демократія в Америці». Книга стала чи не головним напрацюванням вченого. Робота витримала кілька видань і була перекладена практично всіма європейськими мовами.
1835 року одружився з англійкою Мері Мотлі. Дітей не було. 1837 року висунув свою кандидатуру в депутати, але зазнав невдачі. Проте 1839 року все-таки був обраний, однак у палаті не посів провідного місця. Головним чином працював у комісіях та рідко з'являвся біля трибуни. Голосував, як правило, з конституційною лівою партією проти міністерства Гізо, але, по суті, не належав до жодної партії.
22 липня 1839 року Токвіль як доповідач комітету з рабовласництва виступив за негайне звільнення рабів у всіх французьких колоніальних володіннях. Доповідь опублікована брошурою Товариством за скасування рабства.
23 грудня 1841 року обраний академіком. У 1849 році був обраний до законодавчих зборів і згодом став міністром закордонних справ у кабінеті Барро. На цій посаді намагався підтримати французький вплив в Італії, не обмежуючи незалежність папи, і домогтися для папської області необхідних внутрішніх реформ. 1850 року уряд Барро пішов у відставку.
У парламенті Токвіль продовжив боротися з політикою президента і у 1851 році виступив із доповіддю про перегляд конституції, однак перегляд так і не відбувся. Брав участь в останній спробі чинити опір у мерії Х округу і був ув'язнений у Венсенській в'язниці, але швидко вийшов на свободу. Відірваний від політично діяльності, він віддається вивченню Великої Французької революції. Після кількох років архівних занять у різних містах Франції і навіть Німеччини він видав у 1856 році 1-й том «Старий порядок і революція». Він задумав видати тритомну працю, але смерть обірвала його задуми.
З березня 1850 року хворів на туберкульоз. Помер 16 квітня 1859 року в Каннах. Похований у Токвілі в Нормандії.

### Вплив
Твори де Токвіля вплинули на Фрідріха Гаєка при написанні книги "Шлях до рабства". В ній він цитує де Токвіля "Де Токвіль як ніхто інший розумів, що демократія як суто індивідуалістичний інститут перебувала в стані непримиренного конфлікту із соціалізмом. Як він зазначав у 1848 році, "демократія розширює сферу свободи індивіда, тоді як соціалізм її обмежує. Демократія стверджує цінність кожної людини, а соціалізм перетворює кожного на просте знаряддя, лише на цифру. Демократія і соціалізм не мають нічого спільного, крім одного: рівність. Але зверніть увагу на різницю: демократія веде до рівності у свободі, а соціалізм — до рівності в покорі й неволі " (С.33)

## Основні твори
1. De la démocratie en Amérique (Демократія в Америці) (1835 1-й том/1840 2-й том)[8]
2. L'Ancien Régime et la Révolution (Старий режим і революція) (1856)

## Українські переклади
- Токвіль, А. де. Про демократію в Америці / З фр. пер. Г. Філіпчук, М. Москаленко. — К.: Всесвіт, 1999. — 590 с. [Архівовано 27 травня 2015 у Wayback Machine.]
- Токвіль, А. де. Давній порядок і Революція / З фр. пер. Г. Філіпчук. — К.: Юніверс, 2000. — 224 с. [Архівовано 27 травня 2015 у Wayback Machine.]